# Lo Spagna
Lo Spagna, egentligen Giovanni di Pietro, var en italiensk målare, död omkring 1530.
Lo Spagna kom från Spanien till Perugia och blev Peruginos elev och rönte även inflytande från Rafael. Han verkade senare mestadels i Spoleto där han bland annat utförde fresker i Palazzo publico. Typiska är Lo Spagnas Madonnabilder, bland annat i Vatikanen i Rom. På Louvren finn en Jesu födelse och i Kaiser Friedrich-Museum Konungarnas tillbedjan.